# Immunosorbent-Agglutination-Assay
Der Immunosorbent-Agglutination-Assay (ISAGA) ist ein serologischer Nachweistest für Antikörper gegen Toxoplasmen.
Er dient zum Nachweis spezifischer Antikörper im Serum eines Patienten.
Der Test wird in Rundboden-Mikrotiterplatten durchgeführt auf deren Boden sich immobilisierte Antikörper befinden. Die Art der verwendeten immobilisierten Antikörper entscheidet darüber, auf welche Art von Antikörpern das Patientenserum untersucht wird. Erhältlich sind diese für IgA und IgM.

## Testablauf am Beispiel für IgM-Nachweis

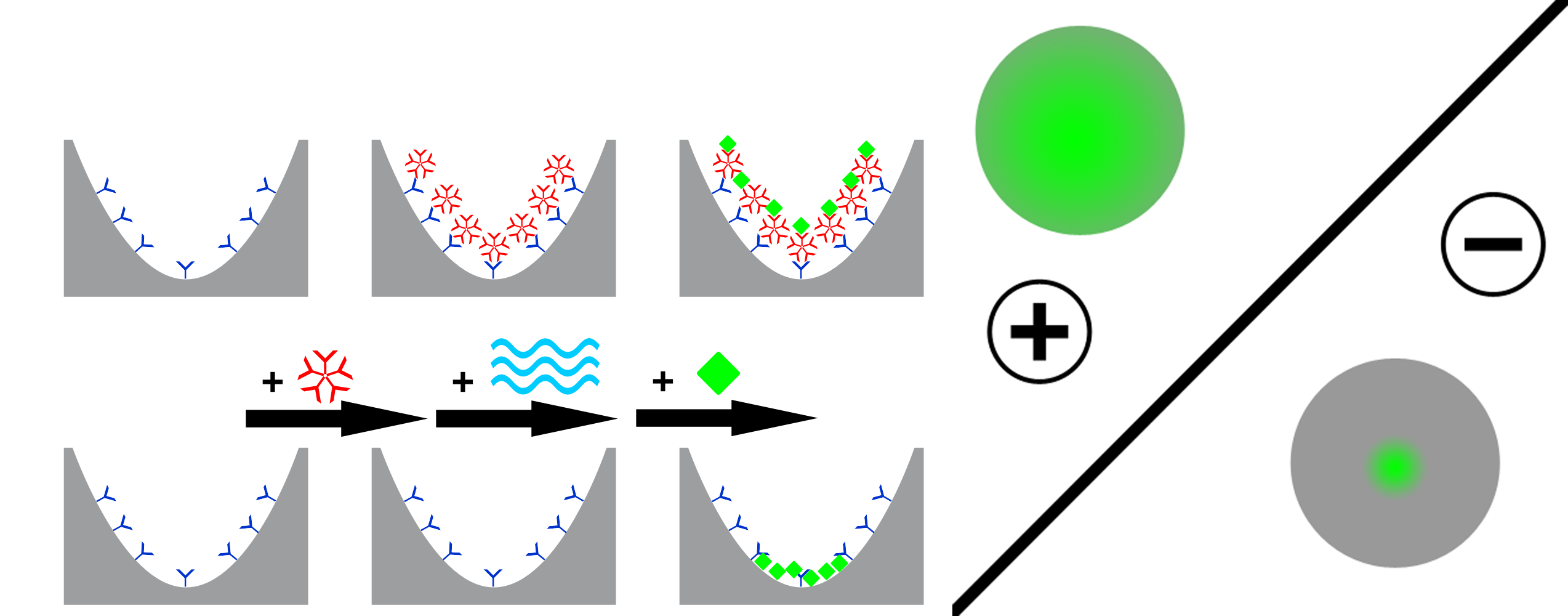
Vereinfachter Testablauf

1. Immobilisierte Anti-Human-IgM Antikörper (im Bild blau) fangen alle IgM Antikörper (im Bild rot) aus der Probe ein.
2. Mehrmaliges Waschen zum Entfernen vom Plasmaresten.
3. Das Reaktionsgefäß wird mit Toxoplasmaantigenen (im Bild grün) überschichtet.
4. Auswertung
  - Der Test wird als negativ abgelesen, wenn die verwendeten Antigene absinken. Durch die Form der verwendeten Rundboden-Mikrotiterplatten sammeln sich die Partikel im tiefsten Punkt und bilden einen Punkt.
  - Als positiv gilt der Test wenn Agglutination auftritt. Diese ist durch eine gleichmäßige Ablagerung der Partikel auf dem Boden der Mikrotiterplatte zu erkennen (sog. „Rasen“). Die Agglutination kann semiquantitativ auf einer Skala von 1 bis 4 angegeben werden.

## Interpretation der Ergebnisse
Da IgM-Antikörper die ersten sind, die bei einer Infektion gebildet werden, kann ein positiver Befund für eine Neuinfektion mit Toxoplasma gondii sprechen. In der Schwangerschaft kann eine solche Neuinfektion Probleme nach sich ziehen. Zur weiteren Abklärung können auch PCR, Immunfluoreszenztest oder ELISA  eingesetzt werden. Siehe hierzu auch Toxoplasma gondii.